# Lista dos campeões mundiais de boxe dos pesos-pesados
Esta é uma lista cronológica de todos os campeões mundiais de boxe na categoria dos pesos-pesados, a partir de 1885, ano em que foram introduzidas as regras que regem o boxe moderno. No início, a divisão de pesos pesados não tinha limite de peso e a categoria historicamente era vagamente definida. No século 19, por exemplo, muitos campeões de peso pesado pesavam 77 kg ou menos (embora outros pesassem um pouco mais). O primeiro campeão pesos-pesado sob as regras do Marquês de Queensberry foi John L. Sullivan, conhecido como "The Boston Strong Boy". Ele pesava cerca de 90 quilos quando em forma e era um campeão sem luvas. Ele foi derrotado por James J. Corbett em 7 de setembro de 1892, em 21 rounds. Em 1920, o peso mínimo para um peso pesado era de 79 kg, que hoje é o máximo da divisão dos meio-pesado. Boxeadores que pesam 90 kg ou mais são considerados pesos pesados pelas principais organizações profissionais de boxe: a Associação Mundial de Boxe (WBA), o Conselho Mundial de Boxe (WBC), a Federação Internacional de Boxe (IBF), e a Organização Mundial de Boxe (WBO).
Desde 1960, o título dos pesos-pesados foi dividido entre várias organizações sancionadoras, e então o que antes era conhecido como o único "Campeão dos pesos pesados", agora é referido como o "Campeão Indiscutível" como o único lutador que derrotou todos os outros campeões; entretanto, as principais organizações de boxe referem-se a todos os boxeadores com pelo menos dois títulos mundiais em suas respectivas divisões como campeões unificados. Alguns reinados de títulos não são reconhecidos como reinados oficiais devido a longos períodos de inatividade, legitimidade do título, faturamento falso e promoção. Em março de 1967, Muhammad Ali foi sistematicamente negado a ter uma licença de boxe em todos os estados e teve seu passaporte privado por causa de sua recusa de entrada nas forças armadas. Ele foi despojado dos títulos WBA e WBC, mas permaneceu com o The Ring e campeão de boxe linear, apesar de não ter uma luta de boxe até outubro de 1970. Em 2005, o boxeador ucraniano Vitali Klitschko se aposentou como campeão WBC. Após sua aposentadoria, a WBC conferiu o status de "campeão emérito" a Klitschko, e assegurou-lhe que ele se tornaria o desafiante obrigatório se e quando ele decidisse retornar. Em 3 de agosto de 2008, a WBC concedeu a Klitschko a chance de recuperar seu título dos pesos pesados contra o então campeão Samuel Peter. Vitali recuperou o título depois que Peter pediu que a luta fosse interrompida após o oitavo round.

## Organizações

### 1884–1921
Os campeões eram reconhecidos por aclamação pública. Um campeão naquela época era um lutador que teve uma vitória notável sobre outro lutador e continuou vencendo depois. As aposentadorias ou resultados disputados podiam fazer com que o campeonato fosse dividido entre vários homens por alguns períodos de tempo. Com apenas pequenas exceções, a divisão de pesos pesados permaneceu livre de dois titulares de títulos até os anos 1960.
Atualmente, o International Boxing Hall of Fame reconhece essas linhagens de títulos mundiais dos pesos pesados deste período:
|   | Data início | Primeiro campeão | Data fim    | Último campeão    |
| - | ----------- | ---------------- | ----------- | ----------------- |
| 1 | 29 Ago 1885 | John L. Sullivan | 15 Mai 1905 | James J. Jeffries |
| 2 | 3 Jul 1905  | Marvin Hart      | 23 Set 1926 | Jack Dempsey      |

### 1921-Presente

#### 1910-1961
- IBU (International Boxing Union) - União Internacional de Boxe, criada em 1910 e incorporada ao WBC posteriormente.
- NYSAC (New York State Athletic Commission) - Comissão Atlética do Estado de Nova Iorque, criada em 1921 e se tornando membro do WBC posteriormente.
- NBA (National Boxing Association) - Associação Nacional de Boxe, fundada em 1921 e renomeada para WBA em 1962.

#### 1961–presente
- WBA (World Boxing Association) - Associação Mundial de Boxe.
- WBC (World Boxing Council) - Conselho Mundial de Boxe, organizado em 1963.
- IBF (International Boxing Federation) - Federação Internacional de Boxe, fundada em 1983.
- WBO (World Boxing Organization) - Organização Mundial de Boxe, fundada em 1988.

A National Boxing Association (NBA) foi organizada em 1921 para servir como autoridade reguladora do boxe nos Estados Unidos. A proeminência da cidade de Nova York como epicentro do boxe levaria seu órgão regulador estadual de boxe, a Comissão Atlética do Estado de Nova York (NYSAC), a se juntar à NBA no reconhecimento de campeões mundiais em cada categoria de peso. Uma terceira entidade, a União Europeia de Boxe (IBU) seguiria o exemplo, mas com exceção limitada na divisão dos pesos pesados, as três organizações reconheceram o mesmo campeão.
Em sua convenção de 1962, os membros não americanos da NBA exploraram uma regra de associação e assumiram o controle efetivo da organização, renomeando-a como Associação Mundial de Boxe. O agora WBA se juntaria no ano seguinte a uma combinação de comissões estaduais e nacionais de boxe (incluindo o NYSAC e o IBU) para formar uma nova organização, o Conselho Mundial de Boxe (WBC). Com o tempo, cada organização teria sua própria organização sancionadora spin-off rompendo com suas fileiras: a Associação de Boxe dos Estados Unidos, que se desassociou da WBA no final dos anos 1970 e se tornou a Federação Internacional de Boxe em 1983, e a Organização Mundial de Boxe, cujos membros se separariam da WBC em 1988. Hoje, existem mais de uma dúzia de organizações sancionadoras que reconhecem campeões e sancionam lutas de campeonatos mundiais, mas a WBA, WBC, IBF e WBO são reconhecidas pelo International Boxing Hall Of Fame como os principais órgãos sancionadores.

### Outros
- The Ring - O Ringue.

A The Ring reconheceu campeões dos pesos pesados durante dois períodos, começando com sua edição inaugural em 1922 e continuando até a década de 1990, depois novamente de 2002 até os dias atuais. Sob sua política original, um campeão ganhava o reconhecimento do campeonato no ringue, derrotando o campeão anterior ou vencendo uma luta entre seus contendores mais bem avaliados. Uma vez concedido, o reconhecimento do campeonato só poderia ser perdido por morte, aposentadoria ou perda no ringue. Em 2012, essa política foi revisada para que o reconhecimento do campeonato pudesse ser mais facilmente concedido ou retirado.

## Atuais campeões
| Organização | Cinturão              | Campeão                                   | Data da vitória | Próxima defesa |
| ----------- | --------------------- | ----------------------------------------- | --------------- | -------------- |
| WBA         | Super campeão mundial | Oleksandr Usyk (derrotou: Anthony Joshua) | 25 Set 2021     | ASA            |
| WBA         | WBA "Regular"         | Kubrat Pulev (derrotou: Manuel Charr)     | 07 Dez 2024     | ASA            |
| WBC         | Campeão mundial       | Oleksandr Usyk (derrotou: Tyson Fury)     | 18 Mai 2024     | ASA            |
| IBF         | Campeão mundial       | Oleksandr Usyk (derrotou: Daniel Dubois)  | 19 Jul 2025     | ASA            |
| WBO         | Campeão mundial       | Oleksandr Usyk (derrotou: Anthony Joshua) | 25 Set 2021     | ASA            |

## Campeões
| #   | Campeão                     | País                    | Organização                | Início      | Fim         | Outros títulos          | Notas                          | Ref.   |
| --- | --------------------------- | ----------------------- | -------------------------- | ----------- | ----------- | ----------------------- | ------------------------------ | ------ |
| 1   | John L. Sullivan            | Estados Unidos          | Universal                  | 29 Ago 1885 | 07 Set 1892 |                         |                                |        |
| 2   | James J. Corbett            | Estados Unidos          | Universal                  | 07 Set 1892 | 17 Mar 1897 |                         |                                |        |
| 3   | Bob Fitzsimmons             | Reino Unido             | Universal                  | 17 Mar 1897 | 09 Jun 1899 |                         |                                |        |
| 4   | James J. Jeffries           | Estados Unidos          | Universal                  | 09 Jun 1899 | 13 Mai 1905 |                         |                                |        |
| 5   | Marvin Hart                 | Estados Unidos          | Universal                  | 03 Jul 1905 | 23 Fev 1906 |                         |                                |        |
| 6   | Tommy Burns                 | Canadá                  | Universal                  | 23 Fev 1906 | 26 Dez 1908 |                         |                                |        |
| 7   | Jack Johnson                | Estados Unidos          | Universal                  | 26 Dez 1908 | 05 Abr 1915 |                         |                                |        |
| 8   | Jess Willard                | Estados Unidos          | Universal                  | 05 Abr 1915 | 04 Jul 1919 |                         |                                |        |
| 9   | Jack Dempsey                | Estados Unidos          | Universal                  | 04 Jul 1919 | 02 Jul 1921 | The Ring                |                                |        |
| 9   | Jack Dempsey                | Estados Unidos          | NBA                        | 02 Jul 1921 | 24 Jul 1922 | The Ring                |                                |        |
| 9   | Jack Dempsey                | Estados Unidos          | NBA, NYSAC                 | 24 Jul 1922 | 23 Set 1926 | The Ring                |                                |        |
| 10  | Gene Tunney                 | Alemanha                | NBA, NYSAC                 | 23 Set 1926 | 31 Jul 1928 | The Ring                |                                |        |
| 11  | Max Schmeling               | Alemanha                | NBA, NYSAC                 | 12 Jun 1930 | 07 Jan 1931 | The Ring                |                                |        |
| 11  | Max Schmeling               | Alemanha                | IBU                        | 07 Jan 1931 | 21 Jun 1932 | The Ring                |                                |        |
| 12  | Jack Sharkey                | Estados Unidos          | NBA, NYSAC, IBU            | 21 Jun 1932 | 29 Jun 1933 | The Ring                |                                |        |
| 13  | Primo Carnera               | Reino da Sardenha       | NBA, NYSAC, IBU            | 29 Jun 1933 | 14 Jun 1934 | The Ring                |                                |        |
| 14  | Max Baer                    | Estados Unidos          | NBA, NYSAC, IBU            | 14 Jun 1934 | 13 Jun 1935 | The Ring                |                                |        |
| 15  | James J. Braddock           | Estados Unidos          | NBA, NYSAC, IBU            | 13 Jun 1935 | 22 Jun 1937 | The Ring                |                                |        |
| 16  | Joe Louis                   | Estados Unidos          | NBA, NYSAC, IBU            | 22 Jun 1937 | 01 Mar 1949 | The Ring                | Mais longo reinado             |        |
| 17  | Ezzard Charles              | Estados Unidos          | NBA                        | 22 Jun 1949 | 27 Set 1950 | The Ring                |                                |        |
| 17  | Ezzard Charles              | Estados Unidos          | NBA, NYSAC                 | 27 Set 1950 | 16 Jun 1951 | The Ring                |                                |        |
| 17  | Ezzard Charles              | Estados Unidos          | NBA, NYSAC, IBU            | 16 Jun 1951 | 18 Jul 1951 | The Ring                |                                |        |
| 18  | Jersey Joe Walcott          | Estados Unidos          | NBA, NYSAC                 | 18 Jul 1951 | 23 Set 1952 | The Ring                |                                |        |
| 19  | Rocky Marciano              | Estados Unidos          | NBA, NYSAC                 | 23 Set 1952 | 27 Abr 1956 | The Ring                |                                |        |
| 20  | Floyd Patterson             | Estados Unidos          | NBA, NYSAC                 | 30 Nov 1956 | 26 Jun 1959 | The Ring                |                                |        |
| 21  | Ingemar Johansson           | Suécia                  | NBA, NYSAC                 | 26 Jun 1959 | 20 Jun 1960 | The Ring                |                                |        |
| 22  | Floyd Patterson             | Estados Unidos          | NBA, NYSAC                 | 20 Jun 1960 | 25 Set 1962 | The Ring                | Segundo reinado                |        |
| 23  | Sonny Liston                | Estados Unidos          | NYSAC, WBA, WBC            | 25 Set 1962 | 25 Fev 1964 | The Ring                |                                |        |
| 24  | Cassius Clay (Muhammad Ali) | Estados Unidos          | NYSAC, WBA, WBC            | 25 Fev 1964 | 19 Jun 1964 | The Ring                |                                |        |
| 24  | Cassius Clay (Muhammad Ali) | Estados Unidos          | NYSAC, WBC                 | 19 Jun 1964 | 06 Fev 1967 | The Ring                |                                |        |
| 24  | Cassius Clay (Muhammad Ali) | Estados Unidos          | NYSAC, WBA, WBC            | 06 Fev 1967 | 29 Abr 1967 | The Ring                | Unificou NYSAC, WBA e WBC      |        |
| 25  | Ernie Terrell               | Estados Unidos          | WBA                        | 05 Mar 1965 | 06 Fev 1967 |                         |                                |        |
| 26  | Joe Frazier                 | Estados Unidos          | NYSAC                      | 04 Mar 1968 | 16 Fev 1970 | The Ring                |                                |        |
| 26  | Joe Frazier                 | Estados Unidos          | WBA, WBC                   | 16 Fev 1970 | 22 Jan 1973 | The Ring                | Unificou WBA e WBC             |        |
| 27  | Jimmy Ellis                 | Estados Unidos          | WBA                        | 27 Abr 1968 | 16 Fev 1970 |                         |                                |        |
| 28  | George Foreman              | Estados Unidos          | WBA, WBC                   | 22 Jan 1973 | 30 Out 1974 | The Ring                |                                |        |
| 29  | Muhammad Ali                | Estados Unidos          | WBA, WBC                   | 30 Out 1974 | 15 Fev 1978 | The Ring                | Segundo reinado                |        |
| 30  | Leon Spinks                 | Estados Unidos          | WBA, WBC                   | 15 Fev 1978 | 18 Mar 1978 | The Ring                |                                |        |
| 30  | Leon Spinks                 | Estados Unidos          | WBA                        | 18 Mar 1978 | 15 Set 1978 | The Ring                |                                |        |
| 31  | Ken Norton                  | Estados Unidos          | WBC                        | 18 Mar 1978 | 09 Jun 1978 |                         |                                |        |
| 32  | Larry Holmes                | Estados Unidos          | WBC                        | 09 Jun 1978 | 11 Dez 1983 | The Ring                |                                |        |
| 32  | Larry Holmes                | Estados Unidos          | IBF                        | 11 Dez 1983 | 21 Set 1985 | The Ring                |                                |        |
| 33  | Muhammad Ali                | Estados Unidos          | WBA                        | 15 Set 1978 | 27 Abr 1979 | The Ring                | Terceiro reinado               |        |
| 34  | John Tate                   | Estados Unidos          | WBA                        | 20 Out 1979 | 31 Mar 1980 |                         |                                |        |
| 35  | Mike Weaver                 | Estados Unidos          | WBA                        | 31 Mar 1980 | 10 Dez 1982 |                         |                                |        |
| 36  | Michael Dokes               | Estados Unidos          | WBA                        | 10 Dez 1982 | 23 Set 1983 |                         |                                |        |
| 37  | Gerrie Coetzee              | África do Sul           | WBA                        | 23 Set 1983 | 01 Dez 1984 |                         |                                |        |
| 38  | Tim Witherspoon             | Estados Unidos          | WBC                        | 9 Mar 1984  | 31 Ago 1984 |                         |                                |        |
| 39  | Pinklon Thomas              | Estados Unidos          | WBC                        | 31 Ago 1984 | 22 Mar 1986 |                         |                                |        |
| 40  | Greg Page                   | Estados Unidos          | WBA                        | 01 Dez 1984 | 29 Abr 1985 |                         |                                |        |
| 41  | Tony Tubbs                  | Estados Unidos          | WBA                        | 29 Abr 1985 | 17 Jan 1986 |                         |                                |        |
| 42  | Michael Spinks              | Estados Unidos          | IBF                        | 21 Set 1985 | 19 Fev 1987 | The Ring                |                                |        |
| 43  | Tim Witherspoon             | Estados Unidos          | WBA                        | 17 Jan 1986 | 12 Dez 1986 |                         | Segundo reinado                |        |
| 44  | Trevor Berbick              | Canadá                  | WBC                        | 22 Mar 1986 | 22 Nov 1986 |                         |                                |        |
| 45  | Mike Tyson                  | Estados Unidos          | WBC                        | 22 Nov 1986 | 07 Mar 1987 | The Ring                |                                |        |
| 45  | Mike Tyson                  | Estados Unidos          | WBA, WBC                   | 07 Mar 1987 | 01 Ago 1987 | The Ring                | Unificou WBA e WBC             |        |
| 45  | Mike Tyson                  | Estados Unidos          | WBA, WBC, IBF              | 01 Ago 1987 | 11 Fev 1990 | The Ring                | Unificou IBF, WBA e WBC        |        |
| 46  | James Smith                 | Estados Unidos          | WBA                        | 12 Dez 1986 | 07 Mar 1987 |                         |                                |        |
| 47  | Tony Tucker                 | Estados Unidos          | IBF                        | 30 Mai 1987 | 01 Ago 1987 |                         |                                |        |
| 48  | Francesco Damiani           | Itália                  | WBO                        | 06 Mai 1989 | 11 Jan 1991 |                         |                                |        |
| 49  | James "Buster" Douglas      | Estados Unidos          | WBA, IBF, WBC              | 11 Fev 1990 | 25 Out 1990 |                         |                                |        |
| 50  | Evander Holyfield           | Estados Unidos          | WBA, WBC, IBF              | 25 Out 1990 | 13 Nov 1992 |                         |                                |        |
| 51  | Ray Mercer                  | Estados Unidos          | WBO                        | 11 Jan 1991 | 24 Dez 1991 |                         |                                |        |
| 52  | Michael Moorer              | Estados Unidos          | WBO                        | 15 Mai 1992 | 03 Fev 1993 |                         |                                |        |
| 53  | Riddick Bowe                | Estados Unidos          | WBA, WBC, IBF              | 13 Nov 1992 | 14 Dez 1992 |                         |                                |        |
| 53  | Riddick Bowe                | Estados Unidos          | IBF e WBA                  | 14 Dez 1992 | 06 Nov 1993 |                         |                                |        |
| 54  | Lennox Lewis                | Reino Unido             | WBC                        | 14 Dez 1992 | 24 Set 1994 |                         |                                |        |
| 55  | Tommy Morrison              | Estados Unidos          | WBO                        | 07 Jun 1993 | 29 Out 1993 |                         |                                |        |
| 56  | Michael Bentt               | Estados Unidos          | WBO                        | 29 Out 1993 | 19 Mar 1994 |                         |                                |        |
| 57  | Evander Holyfield           | Estados Unidos          | WBA, IBF                   | 06 Nov 1993 | 22 Abr 1994 |                         | Segundo reinado                |        |
| 58  | Herbie Hide                 | Reino Unido             | WBO                        | 19 Mar 1994 | 11 Mar 1995 |                         |                                |        |
| 59  | Michael Moorer              | Estados Unidos          | WBA, IBF                   | 22 Abr 1994 | 05 Nov 1994 |                         | Segundo reinado                |        |
| 60  | Oliver McCall               | Estados Unidos          | WBC                        | 24 Set 1994 | 02 Set 1995 |                         |                                |        |
| 61  | George Foreman              | Estados Unidos          | WBA, IBF                   | 05 Nov 1994 | 04 Mar 1995 |                         | Segundo reinado                |        |
| 61  | George Foreman              | Estados Unidos          | IBF                        | 04 Mar 1995 | 28 Jun 1995 |                         |                                |        |
| 62  | Riddick Bowe                | Estados Unidos          | WBO                        | 11 Mar 1995 | 01 Mai 1996 |                         | Segundo reinado                |        |
| 63  | Bruce Seldon                | Estados Unidos          | WBA                        | 08 Abr 1995 | 07 Set 1996 |                         |                                |        |
| 64  | Frank Bruno                 | Reino Unido             | WBC                        | 02 Set 1995 | 16 Mar 1996 |                         |                                |        |
| 65  | Mike Tyson                  | Estados Unidos          | WBC                        | 16 Mar 1996 | 07 Set 1996 |                         | Segundo reinado                |        |
| 65  | Mike Tyson                  | Estados Unidos          | WBA, WBC                   | 07 Set 1996 | 24 Set 1996 |                         |                                |        |
| 65  | Mike Tyson                  | Estados Unidos          | WBA                        | 24 Set 1996 | 09 Nov 1996 |                         |                                |        |
| 66  | Michael Moorer              | Estados Unidos          | IBF                        | 22 Jun 1996 | 08 Nov 1997 |                         | Terceiro reinado               |        |
| 67  | Henry Akinwande             | Reino Unido             | WBO                        | 29 Jun 1996 | 17 Fev 1997 |                         |                                |        |
| 68  | Evander Holyfield           | Estados Unidos          | WBA                        | 09 Nov 1996 | 08 Nov 1997 |                         | Terceiro reinado               |        |
| 68  | Evander Holyfield           | Estados Unidos          | IBF e WBA                  | 08 Nov 1997 | 13 Nov 1999 | Unificou IBF e WBA      |                                |        |
| 69  | Lennox Lewis                | Reino Unido             | WBC                        | 07 Fev 1997 | 13 Nov 1999 |                         | Segundo reinado                |        |
| 69  | Lennox Lewis                | Reino Unido             | WBA, WBC, IBF              | 13 Nov 1999 | 29 Abr 2000 | Unificou IBF, WBA e WBC |                                |        |
| 69  | Lennox Lewis                | Reino Unido             | WBC, IBF                   | 29 Abr 2000 | 22 Abr 2001 |                         |                                |        |
| 70  | Herbie Hide                 | Reino Unido             | WBO                        | 28 Jun 1997 | 26 Jun 1999 |                         | Segundo reinado                |        |
| 71  | Vitali Klitschko            | Ucrânia                 | WBO                        | 26 Jun 1999 | 01 Abr 2000 |                         |                                | [ 4 ]  |
| 72  | Chris Byrd                  | Estados Unidos          | WBO                        | 01 Abr 2000 | 14 Out 2000 |                         |                                | [ 5 ]  |
| 73  | Evander Holyfield           | Estados Unidos          | WBA                        | 12 Ago 2000 | 03 Mar 2001 |                         | Quarto reinado                 |        |
| 74  | Wladimir Klitschko          | Ucrânia                 | WBO                        | 14 Out 2000 | 08 Mar 2003 |                         |                                | [ 6 ]  |
| 75  | John Ruiz                   | Estados Unidos          | WBA                        | 03 Mar 2001 | 01 Mar 2003 |                         |                                |        |
| 76  | Hasim Rahman                | Estados Unidos          | WBC, IBF                   | 22 Abr 2001 | 17 Nov 2001 |                         |                                |        |
| 77  | Lennox Lewis                | Reino Unido             | WBC, IBF                   | 17 Nov 2001 | 05 Set 2002 | The Ring                | Terceiro reinado               |        |
| 77  | Lennox Lewis                | Reino Unido             | WBC                        | 05 Set 2002 | 06 Fev 2004 | The Ring                |                                |        |
| 78  | Chris Byrd                  | Estados Unidos          | IBF                        | 14 Dez 2002 | 22 Abr 2006 |                         | Segundo reinado                |        |
| 79  | Roy Jones, Jr.              | Estados Unidos          | WBA                        | 01 Mar 2003 | 20 Fev 2004 |                         |                                |        |
| 80  | Corrie Sanders              | África do Sul           | WBO                        | 08 Mar 2003 | 09 Out 2003 |                         |                                |        |
| 81  | John Ruiz                   | Estados Unidos          | WBA                        | 20 Fev 2004 | 17 Dez 2005 |                         | Segundo reinado                |        |
| 82  | Lamon Brewster              | Estados Unidos          | WBO                        | 10 Abr 2004 | 01 Abr 2006 |                         |                                | [ 7 ]  |
| 83  | Vitali Klitschko            | Ucrânia                 | WBC                        | 24 Abr 2004 | 09 Nov 2005 | The Ring                | Segundo reinado                |        |
| 84  | Hasim Rahman                | Estados Unidos          | WBC                        | 09 Nov 2005 | 12 Ago 2006 |                         | Segundo reinado                |        |
| 85  | Nikolai Valuev              | Rússia                  | WBA                        | 17 Dez 2005 | 14 Abr 2007 |                         |                                |        |
| 86  | Siarhei Liakhovich          | Bielorrússia            | WBO                        | 01 Abr 2006 | 04 Nov 2006 |                         |                                | [ 8 ]  |
| 87  | Wladimir Klitschko          | Ucrânia                 | IBF                        | 22 Abr 2006 | 23 Fev 2008 | The Ring                | Segundo reinado                |        |
| 87  | Wladimir Klitschko          | Ucrânia                 | IBF, WBO                   | 23 Fev 2008 | 02 Jul 2011 | The Ring                | Unificou IBF e WBO             | [ 9 ]  |
| 87  | Wladimir Klitschko          | Ucrânia                 | WBA "Super", IBF, WBO      | 02 Jul 2011 | 28 Nov 2015 | The Ring                | Unificou IBF, WBA e WBO        |        |
| 88  | Oleg Maskaev                | Rússia                  | WBC                        | 12 Ago 2006 | 08 Mar 2008 |                         |                                |        |
| 89  | Shannon Briggs              | Estados Unidos          | WBO                        | 04 Nov 2006 | 02 Jun 2007 |                         |                                | [ 10 ] |
| 90  | Ruslan Chagaev              | Uzbequistão             | WBA                        | 14 Abr 2007 | 20 Jun 2009 |                         |                                |        |
| 91  | Sultan Ibragimov            | Rússia                  | WBO                        | 02 Jun 2007 | 23 Fev 2008 |                         |                                | [ 11 ] |
| 92  | Samuel Peter                | Nigéria                 | WBC                        | 08 Mar 2008 | 11 Out 2008 |                         |                                |        |
| 93  | Nikolai Valuev              | Rússia                  | WBA                        | 30 Ago 2008 | 07 Nov 2009 |                         | Segundo reinado                |        |
| 94  | Vitali Klitschko            | Ucrânia                 | WBC                        | 11 Out 2008 | 15 Dez 2013 |                         | Terceiro reinado               |        |
| 95  | David Haye                  | Reino Unido             | WBA                        | 07 Nov 2009 | 02 Jul 2011 |                         |                                |        |
| -   | Alexander Povetkin          | Rússia                  | WBA "Regular"              | 27 Ago 2011 | 05 Out 2013 |                         |                                |        |
| 96  | Bermane Stiverne            | Canadá                  | WBC                        | 10 Mai 2014 | 17 Jan 2015 |                         |                                |        |
| -   | Ruslan Chagaev              | Uzbequistão             | WBA "Regular"              | 06 Jul 2014 | 05 Mar 2016 |                         | Segundo reinado                |        |
| 97  | Deontay Wilder              | Estados Unidos          | WBC                        | 17 Jan 2015 | 22 Fev 2020 |                         |                                |        |
| 98  | Tyson Fury                  | Reino Unido             | WBA "Super", IBF, WBO      | 28 Nov 2015 | 08 Dez 2015 | The Ring                | Reinado mais curto             |        |
| 98  | Tyson Fury                  | Reino Unido             | WBA "Super", WBO           | 08 Dez 2015 | 12 Out 2016 | The Ring                |                                |        |
| 99  | Charles Martin              | Estados Unidos          | IBF                        | 16 Jan 2016 | 09 Abr 2016 |                         |                                |        |
| -   | Lucas Browne                | Austrália               | WBA "Regular"              | 05 Mar 2016 | 12 Mai 2016 |                         |                                |        |
| 100 | Anthony Joshua              | Reino Unido             | IBF                        | 09 Abr 2016 | 29 Abr 2017 |                         |                                |        |
| 100 | Anthony Joshua              | Reino Unido             | WBA "Super", IBF           | 29 Abr 2017 | 31 Mar 2018 |                         |                                |        |
| 100 | Anthony Joshua              | Reino Unido             | WBA "Super", IBF, WBO      | 31 Mar 2018 | 1 Jun 2019  |                         | Unificou IBF, WBA e WBO        |        |
| -   | Ruslan Chagaev              | Uzbequistão             | WBA "Regular"              | 12 Mai 2016 | 28 Jul 2016 |                         | Terceiro reinado               |        |
| 101 | Joseph Parker               | Nova Zelândia           | WBO                        | 10 Dez 2016 | 31 Mar 2018 |                         |                                |        |
| -   | Manuel Charr                | Síria                   | WBA "Regular"              | 25 Nov 2017 | 29 Jan 2021 |                         |                                |        |
| 102 | Andy Ruiz Jr.               | México · Estados Unidos | WBA "Super", IBF, WBO      | 1 Jun 2019  | 7 Dez 2019  |                         |                                |        |
| 103 | Anthony Joshua              | Reino Unido             | WBA "Super", IBF, WBO      | 7 Dez 2019  | 25 Set 2021 |                         | Segundo reinado                |        |
| 104 | Tyson Fury                  | Reino Unido             | WBC                        | 22 Fev 2020 | 18 Mai 2024 | The Ring                | Segundo reinado                | [ 12 ] |
| -   | Trevor Bryan                | Estados Unidos          | WBA "Regular"              | 29 Jan 2021 | 11 Jun 2022 |                         |                                |        |
| 105 | Oleksandr Usyk              | Ucrânia                 | WBA "Super", IBF, WBO      | 25 Set 2021 | 18 Mai 2024 | The Ring                |                                |        |
| 105 | Oleksandr Usyk              | Ucrânia                 | WBA "Super", WBC, IBF, WBO | 18 Mai 2024 | 25 Jun 2024 | The Ring                |                                | [ 13 ] |
| 105 | Oleksandr Usyk              | Ucrânia                 | WBA "Super", WBC, WBO      | 25 Jun 2024 | 19 jul 2025 | The Ring                |                                |        |
| 105 | Oleksandr Usyk              | Ucrânia                 | WBA "Super", WBC, IBF, WBO | 19 jul 2025 | Presente    | The Ring                |                                |        |
| -   | Daniel Dubois               | Reino Unido             | WBA "Regular"              | 11 Jun 2022 | 26 Ago 2023 |                         |                                |        |
| -   | Manuel Charr                | Síria                   | WBA "Regular"              | 1 Set 2023  | 7 Dez 2024  |                         | Integrado por recurso judicial |        |
| 106 | Daniel Dubois               | Reino Unido             | IBF                        | 26 Jun 2024 | 19 Jul 2025 |                         | Campeão interino promovido     |        |
| -   | Kubrat Pulev                | Bulgária                | WBA "Regular"              | 7 Dez 2024  | Presente    |                         |                                | [ 14 ] |

     Atuais campeões - Atualizado 22 de julho de 2025

## Reinados combinados
Esta lista inclui apenas títulos importantes, e não inclui campeonatos lineares após 1921.
|     | Nome               | Reinado                   | Dias  | Reinados | Títulos            | Vitórias acumuladas | Oponentes vencidos |
| --- | ------------------ | ------------------------- | ----- | -------- | ------------------ | ------------------- | ------------------ |
| 1.  | Wladimir Klitschko | 12 anos, 0 meses, 0 dias  | 4 382 | 2        | IBF, WBA, WBO      | 25                  | 23                 |
| 2.  | Joe Louis          | 11 anos, 8 meses, 8 dias  | 4 270 | 1        | NYSAC, NBA         | 26                  | 21                 |
| 3.  | Muhammad Ali       | 9 anos, 5 meses, 5 dias   | 3 443 | 3        | NYSAC, WBC, WBA    | 22                  | 21                 |
| 4.  | Lennox Lewis       | 8 anos, 5 meses, 13 dias  | 3 086 | 3        | WBC, IBF, WBA      | 15                  | 15                 |
| 5.  | Vitali Klitschko   | 7 anos, 5 meses, 28 dias  | 2 735 | 3        | WBO, WBC           | 15                  | 15                 |
| 6.  | Larry Holmes       | 7 anos, 3 meses, 12 dias  | 2 661 | 1        | WBC, IBF           | 20                  | 20                 |
| 7.  | Jack Dempsey       | 7 anos, 2 meses, 19 dias  | 2 638 | 1        | NYSAC, NBA         | 6                   | 6                  |
| 8.  | John L. Sullivan   | 7 anos, 0 meses, 10 dias  | 2 566 | 1        | Universal          | 5                   | 5                  |
| 9.  | Jack Johnson       | 6 anos, 3 meses, 11 dias  | 2 292 | 1        | Universal          | 7                   | 7                  |
| 10. | Evander Holyfield  | 6 anos, 1 mês, 1 dia      | 2 223 | 4        | WBA, WBC, IBF      | 11                  | 10                 |
| 11. | James J. Jeffries  | 5 anos, 11 meses, 4 dias  | 2 156 | 1        | Universal          | 8                   | 6                  |
| 12. | Tyson Fury         | 5 anos, 1 mês, 12 dias    | 1 866 | 2        | WBA, WBC, IBF, WBO | 5                   | 4                  |
| 13. | Deontay Wilder     | 5 anos, 1 meses, 5 dias   | 1 790 | 1        | WBC                | 10                  | 8                  |
| 14. | Anthony Joshua     | 4 anos, 11 meses, 17 dias | 1 812 | 2        | WBA, IBF, WBO      | 9                   | 9                  |
| 15. | Joe Frazier        | 4 anos, 10 meses, 18 dias | 1 785 | 1        | NYSAC, WBA, WBC    | 10                  | 10                 |
| 16. | Floyd Patterson    | 4 anos, 10 meses, 0 dias  | 1 765 | 2        | NYSAC, NBA         | 8                   | 7                  |
| 17. | James J. Corbett   | 4 anos, 6 meses, 10 dias  | 1 652 | 1        | Universal          | 2                   | 2                  |
| 18. | Jess Willard       | 4 anos, 2 meses, 29 dias  | 1 551 | 1        | Universal          | 2                   | 2                  |
| 19. | Chris Byrd         | 3 anos, 10 meses, 22 dias | 1 421 | 2        | IBF, WBO           | 5                   | 5                  |
| 20. | Mike Tyson         | 3 anos, 10 meses, 16 dias | 1 415 | 2        | WBA, WBC, IBF      | 12                  | 11                 |
| 21. | John Ruiz          | 3 anos, 9 meses, 21 dias  | 1 390 | 2        | WBA                | 4                   | 4                  |
| 22. | Rocky Marciano     | 3 anos, 7 meses, 5 dias   | 1 312 | 1        | NYSAC, NBA         | 7                   | 5                  |

     Reinado atual

## Reinados individuais
O tempo total de carreira como campeão (para campeões de tempo múltiplos) não se aplica.
|     | Nome               | Reinado                   | Organizações                              | Defesas | Oponentes batidos |
| --- | ------------------ | ------------------------- | ----------------------------------------- | ------- | ----------------- |
| 1.  | Joe Louis          | 11 anos, 8 meses, 8 dias  | Universal                                 | 26      | 21                |
| 2.  | Wladimir Klitschko | 9 anos, 7 meses, 6 dias   | IBF (+WBA, WBO, The Ring)                 | 18      | 17                |
| 3.  | Larry Holmes       | 7 anos, 3 meses, 12 dias  | WBC-to-IBF (+The Ring/Lineal)             | 19      | 19                |
| 4.  | Jack Dempsey       | 7 anos, 2 meses, 19 dias  | Universal                                 | 5       | 5                 |
| 5.  | John L. Sullivan   | 7 anos, 0 meses, 9 dias   | Universal                                 | 5       | 5                 |
| 6.  | Jack Johnson       | 6 anos, 3 meses, 10 dias  | Universal                                 | 8       | 8                 |
| 7.  | Muhammad Ali       | 5 anos, 11 meses, 9 dias  | The Ring/Lineal, (+WBA, WBC stripped)     | 9       | 9                 |
| 8.  | James J. Jeffries  | 5 anos, 11 meses, 4 dias  | Universal                                 | 7       | 6                 |
| 9.  | Vitali Klitschko   | 5 anos, 2 meses, 4 dias   | WBC                                       | 9       | 9                 |
| 10. | Deontay Wilder     | 5 anos, 11 meses, 30 dias | WBC                                       | 10      | 8                 |
| 11. | Joe Frazier        | 4 anos, 10 meses, 18 dias | NYSAC (+WBA, WBC)                         | 9       | 9                 |
| 12. | James J. Corbett   | 4 anos, 6 meses, 10 dias  | Universal                                 | 1       | 1                 |
| 13. | Jess Willard       | 4 anos, 2 meses, 29 dias  | Universal                                 | 1       | 1                 |
| 14. | Tyson Fury         | 4 anos, 2 meses, 26 dias  | WBC (+The Ring)                           | 3       | 3                 |
| 15. | Lennox Lewis       | 4 anos, 2 meses, 15 dias  | WBC (+IBF, WBA stripped, The Ring/Lineal) | 9       | 8                 |
| 16. | Rocky Marciano     | 3 anos, 11 meses, 29 dias | Universal                                 | 6       | 5                 |
| 17. | Oleksandr Usyk     | 3 anos, 6 meses, 14 dias  | WBC (+WBA, IBF, WBO The Ring)             | 4       | 3                 |
| 18. | Chris Byrd         | 3 anos, 4 meses, 8 dias   | IBF                                       | 4       | 4                 |
| 19. | Mike Tyson         | 3 anos, 2 meses, 20 dias  | WBC (+WBA, IBF, The Ring/Lineal)          | 9       | 9                 |
| 20. | Anthony Joshua     | 3 anos, 1 meses, 23 dias  | IBF (+WBA, WBO)                           | 6       | 6                 |
| 21. | George Foreman     | 3 anos, 0 meses, 17 dias  | Lineal (+WBA, IBF stripped)               | 2       | 2                 |
| 22. | Evander Holyfield  | 3 anos, 0 meses, 4 dias   | WBA (+IBF)                                | 4       | 4                 |

## Títulos por país

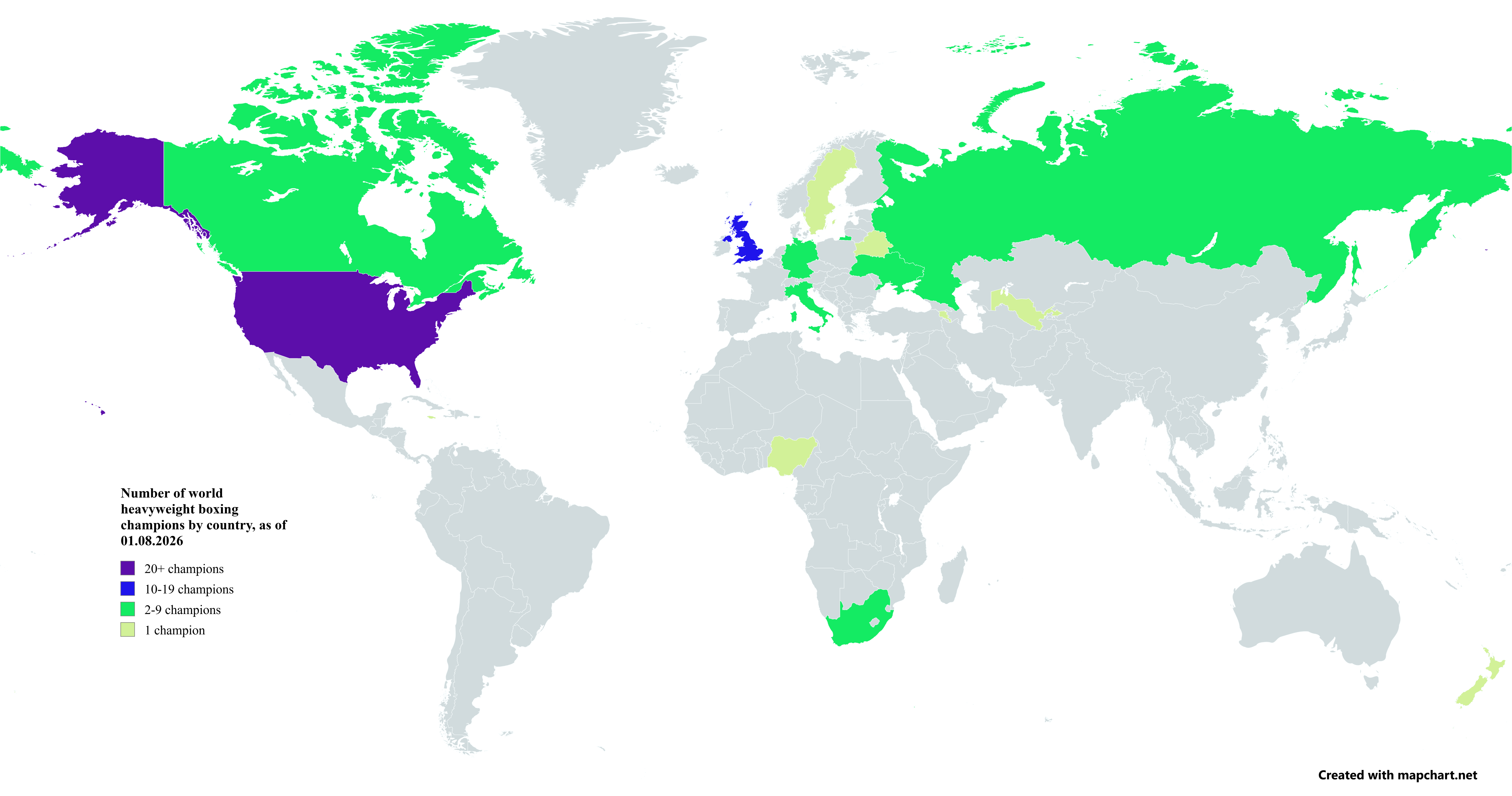
Mapa de países, número de atuais e ex-campeões mundiais de boxe peso-pesado por país (em fevereiro de 2020). Nota: os títulos provisórios, bem como as faixas secundárias da WBA (Regular, Gold etc.) não estão incluídos.

| País           | Total | Boxeadores por nome |
| -------------- | ----- | --- |
| Estados Unidos | 55    | John L. Sullivan, James J. Corbett, James J. Jeffries, Marvin Hart, Jack Johnson, Jess Willard, Jack Dempsey, Gene Tunney, Jack Sharkey, Max Baer, James J. Braddock, Joe Louis, Ezzard Charles, Lee Savold, Jersey Joe Walcott, Rocky Marciano, Floyd Patterson, Sonny Liston, Muhammad Ali, Ernie Terrell, Joe Frazier, Jimmy Ellis, George Foreman, Leon Spinks, Ken Norton, Larry Holmes, John Tate, Mike Weaver, Michael Dokes, Tim Witherspoon, Pinklon Thomas, Greg Page, Tony Tubbs, Michael Spinks, Mike Tyson, James Smith, Tony Tucker, Buster Douglas, Evander Holyfield, Ray Mercer, Michael Moorer, Riddick Bowe, Tommy Morrison, Michael Bentt, Oliver McCall, Bruce Seldon, Chris Byrd, John Ruiz, Hasim Rahman, Roy Jones Jr., Lamon Brewster, Shannon Briggs, Deontay Wilder, Charles Martin, Andy Ruiz Jr.* |
| Reino Unido    | 10    | Bob Fitzsimmons, Lennox Lewis, Michael Bentt, Herbie Hide, Frank Bruno, Henry Akinwande, David Haye, Tyson Fury, Anthony Joshua, Daniel Dubois |
| Rússia         | 4     | Nikolai Valuev, Oleg Maskaev, Sultan Ibragimov, Alexander Povetkin |
| Canadá         | 3     | Tommy Burns, Trevor Berbick, Bermane Stiverne |
| Ucrânia        | 3     | Vitali Klitschko, Wladimir Klitschko, Oleksandr Usyk |
| Itália         | 2     | Primo Carnera, Francesco Damiani |
| África do Sul  | 2     | Gerrie Coetzee, Corrie Sanders |
| Alemanha       | 1     | Max Schmeling |
| Suécia         | 1     | Ingemar Johansson |
| Bielorrússia   | 1     | Siarhei Liakhovich |
| Uzbequistão    | 1     | Ruslan Chagaev |
| Nigéria        | 1     | Samuel Peter |
| Austrália      | 1     | Lucas Browne |
| Nova Zelândia  | 1     | Joseph Parker |
| México         | 1     | Andy Ruiz Jr.* |
| Síria          | 1     | Manuel Charr |